# C7osure (You Like)
«C7osure (You Like)» — песня американского певца Lil Nas X, седьмой трек с его дебютного мини-альбома 7. Песня была спродюсирована Boi-1da и Allen Ritter.

## История
Немецкие продюсеры X-Plosive и Abaz создали эскиз бита за два года до его выхода.

## Текст песни
В песне Lil Nas X говорит своим поклонникам, что у него никогда не будет твердого плана. Desire Thompson из Vibe утверждает, что посыл песни о «продвижении вперед, несмотря на опасения того, что на другой стороне».
30 июня 2019 года, в последний день месяца гордости, Lil Nas X написал в твиттере, что текст песни «C7osure» говорит о его сексуальности. Он также опубликовал в Твиттере обложку мини-альбома, на которой находится здание радужного цвета. Он заявил, что текст песни «C7osure» подтверждает его принадлежность к ЛГБТ-сообществу.

## Отзывы
Крейг Дженкинс из Vulture описывает трек как «многообещающий диско-джем». Дженкинс описывает «C7osure» и «Panini» как «легкие, запоминающиеся песни о любви».

## Чарты
| Чарт (2019)                            | Высшая позиция |
| -------------------------------------- | -------------- |
| Литва (AGATA)                          | 60             |
| Новая Зеландия (RMNZ)                  | 27             |
| США (Billboard Bubbling Under Hot 100) | 14             |